# Мушка (косметическая)

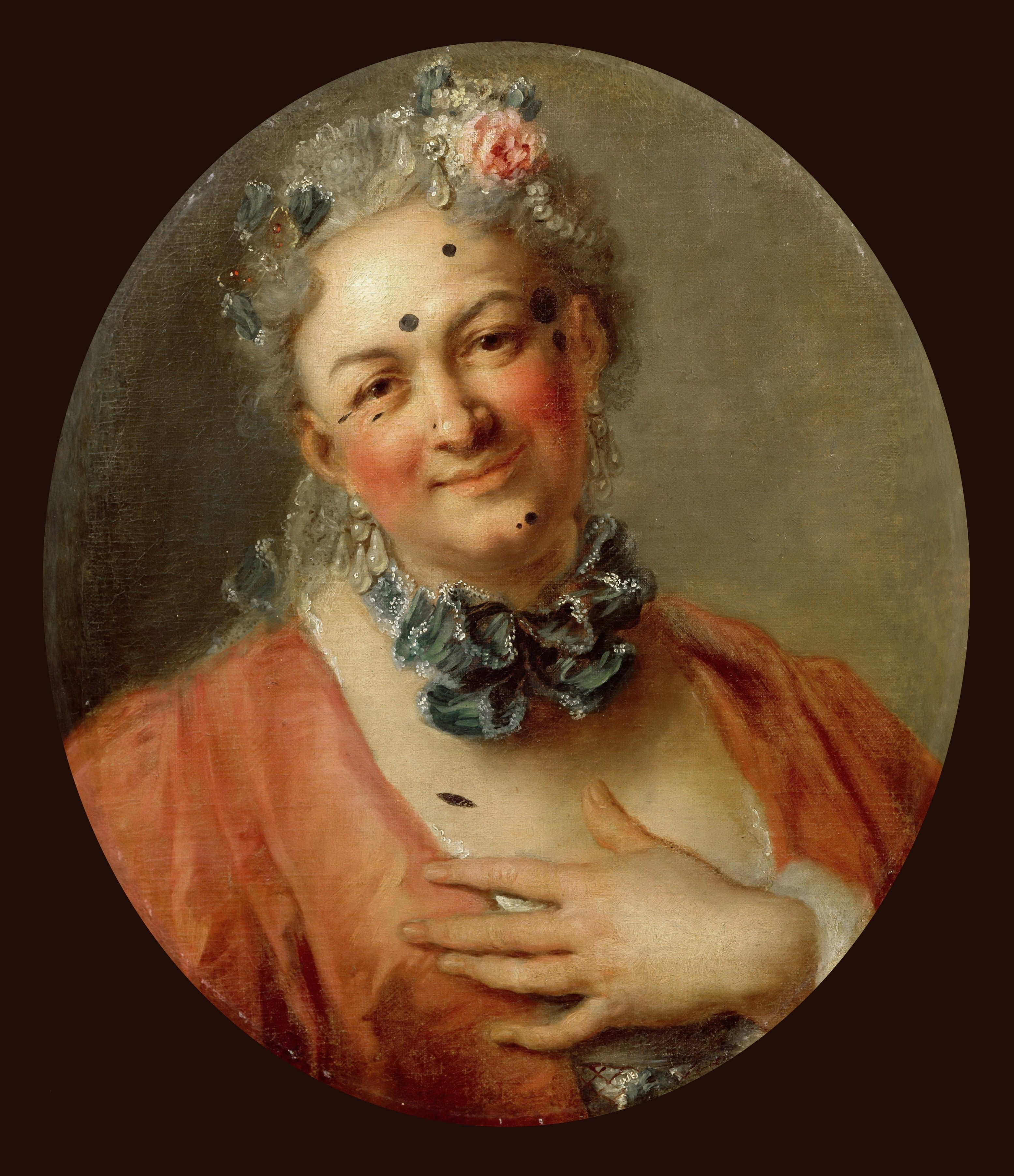
Пьер Желиотт в роли наяды Платеи в комической опере Жан-Филиппа Рамо «Платея, или Ревность Юноны» работы Шарля Антуана Куапеля (ок. 1745)
Париж, Лувр

Мушка (от фр. mouche «муха») — косметическое средство для коррекции кожи, распространённое в XVII—XVIII веках в аристократической и буржуазной среде.
Представляла собой кусочек чёрного пластыря, тафты или бархата, который приклеивался на лицо, грудь или плечи в виде «родинки». В XVIII веке мушка стала не только средством макияжа, но и орудием флирта (т. н. «язык мушек»).

## Появление
Считается, что своим появлением мушка обязана британской герцогине Ньюкасл, кожа которой оставляла желать лучшего. Герцогиня изобретательно обыграла свои недостатки при помощи круглых кусочков чёрной тафты, которые на её лице стали играть роль «искусственных родинок».
С их помощью удалось не только «победить» неровности кожи, но и оттенить белизну лица. В Англии этот чёрный кружочек стали называть «пятнышко красоты» (beauty spot), а ещё — заплаточка (patch) или крапинка (speckle).
Во Франции, куда мода на мушки проникла быстро, их стали именовать moucheron или mouche (муха). Именно калька этого галлицизма прижилась потом и в России.
В те времена красоту могла подпортить оспа, оставляя рубцы. Их прикрывали мушками.

## Аксессуар

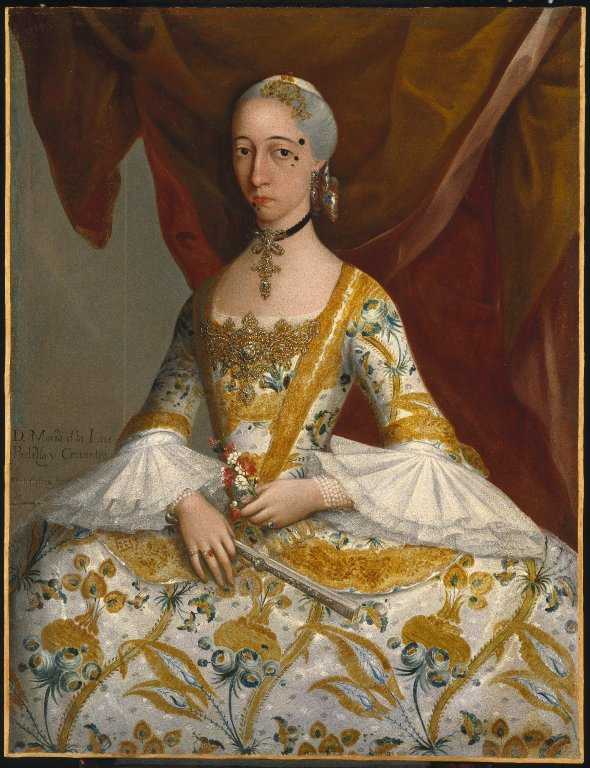
Мигель Кабрера, Донья Мария де ла Лус Падилья и Гомес де Сервантес (ок. 1760 год). Бруклинский музей

Помимо чисто коррекционной функции мушкой пытались изменить выражение лица. Приклеенная возле уголка рта, мушка делала лицо как бы улыбающимся. Ориентируясь на сравнительно слабое свечное освещение, мужчины и женщины наносили на свои лица слои белил, пудры и румян, подводили глаза, пользовались яркими губными помадами. Мушка добавляла этим лицам-маскам живости.
Существовал настоящий мушечный бизнес: рекламное издание XVIII века «Полезная книга парижских адресов» сообщала, что на улице Сен-Дени работает мастерская «Мушечные жемчужины». В ней можно не только приобрести готовый товар, но и трафареты для самостоятельного творчества в этой области. Рекомендации профессионалов гласили, что для изготовления качественной мушки нужна непременно новая тафта (или бархат) и специальный клей.
Формы мушек варьировались в зависимости от капризов моды. Это могли быть полумесяцы, треугольники, звёздочки и даже силуэты различных предметов. Так, известны мушки-кареты и мушки-кораблики.
Считалось, однако, дурным тоном залепливать лицо до состояния неузнаваемости — такое считалось приличным только для куртизанок.
После Великой французской буржуазной революции мода на мушки ушла.
В настоящее время этот аксессуар используется в кинематографе, театре и на подиуме.

## Язык мушек
XVII и особенно XVIII век условно именуются «эпохой флирта», когда праздные аристократы прибегали к жеманству, намёкам, избегая выражать прямо согласие или отказ. Мушки, приклеенные на лице особым образом, помогали иносказательно выражать чувства их обладателя.
Разные источники содержат различную трактовку положения мушек (вероятно, со временем значения менялись). Историк М. Н. Мерцалова пишет, что мушка-полумесяц приглашала на ночное свидание, амурчик означал любовь, а карета — согласие на совместный побег. Круглая мушка, расположенная между виском и глазом называлась «убийцей» или «страстной особой». Если на лице были две-три мушки, то интерпретация зависела от возраста, положения в обществе и репутации женщины.
Мужчины тоже иногда пользовались мушками.